# 군함조련소
군함조련소(軍艦操練所)는 에도 막부가 막부 말기에 해군 장교 양성을 위해 쓰키지에 설치한 교육 기관이다. 쓰키지 군함조련소라고도 부른다.

## 연혁
흑선 내항 후에 에도 막부는 해군 건설에 나섰다. 막부는 최초의 본격적인 해군 교육 기관으로 1855년(안세이 2년)에 나가사키 해군전습소를 설치했다. 그리고 나가사키에 이어 에도 쓰키지에 있던 강무소 내에도 해군 교육 부서를 설치하기로 했다. 1857년(안세이 4년)에 나가이 나오유키 휘하의 나가사키 해군전습소 학생 중 일부가 증기선 ‘간코마루’를 타고 에도로 이동하여 강무소에 군함교수소(軍艦教授所)를 열었다.
그 후, 군함 교수소를 군함조련소로 개칭했다. 그후 얼마 간은 나가사키 해군전습소와 병립하고 있었지만, 에도에서 먼 곳에 있는 나가사키 전습소를 유지하는 것은 재정적 부담을 가졌다. 서양식 군사 기술의 도입에 소극적이었던 이이 나오스케가 다이로에 취임하자, 1859년 (안세이 6년)에 나가사키 해군전습소는 폐쇄되었다. 따라서 군함조련소는 이후 막부 해군 교육의 핵심 시설이 되었다. 당초 교육 대상은 막신에 한정되어 있었지만, 만엔 년간(1860- 1861년)에는 여러 번에서 학생들을 받아들였다. 1864년(겐지 원년)에 부근에서 발생한 화재로 대부분의 시설이 불에 타버렸다. 가쓰 가이슈는 이를 계기로 고베 해군 훈련소를 정비하려고 획책했지만, 오구리 고즈케노스케 등이 신속하게 쓰키지 군함조련소를 재건했기 때문에 기존의 정책이 유지될 수 있었다.
군함조련소는 이후 군함소로 개칭되었고, 1866년(게이오 2년)에는 교육뿐만 아니라 막부 해군의 행정 기관으로서의 기능도 추가되어 결국 해군소가 되었다.た 1867년(게이오 3년)에 다시 화재가 발생하여 시설이 소실되자, 쓰키지에서 하마리큐 은사정원으로 이전했다. 영국에서 트레이시 고문단을 초빙하여 교육을 진행할 예정이었지만, 대정봉환, 왕정복고에 의해 막부가 와해되자 교육은 시작도 하지 못한 채 끝났다.

## 교육 체제
나가사키 해군전습소와 비교하면 나가사키에서는 네덜란드 군사 고문단이 강사를 역임한 반면, 군함조련소는 기본적으로 일본인 강사에 의한 교육이 이루어 점이 다르다. 군함조련소 교수진은 나가사키 해군전습소 졸업생을 중심으로, 오노 토모고로와 아라이 이쿠노스케, 히다 와마고로, 사사쿠라 도오다로, 가쓰 가이슈 등을 들 수 있다. 존 만지로도 교수를 지낸 시기가 있었다. 게이오 연간에 트레이시 중령 이하 12명의 영국 해군 군인들을 초빙하여 교육할 예정이었지만, 막부가 무너지면서 실현되지 못했다.
연습선으로 증기선 ‘간코마루’, ‘간린마루’ ‘초요마루’와 범선 호쇼마루(鵬翔丸), 쇼헤이마루(昌平丸), 헤다형 등이 사용되었다. ‘간린마루’에 의한 만엔 원년 미국 파견 사절단 파견 시에는 가쓰 가이슈 외에 군함조련소 교수, 조교 등이 간부로 승선했다.

## 같이 보기
- 하코다테 해전

## 참고 문헌
- 藤井哲博 『長崎海軍伝習所―19세기 동서문화의 접점』 中央公論社〈中公新書>, 1991년
- 松浦玲 『勝海舟』 中央公論社〈中公新書〉, 1968년